# Si el mundo fuera mío
Si el mundo fuera mío (Were the world mine en inglés) es una película romántica y musical de 2008 de temática LGBT, que usa como hilo conductor el Sueño de una noche de verano de Shakespeare está dirigida por Tom Gustafson y escrita por Gustafson y Cory James Krueckeberg. Si el mundo fuera mío está protagonizada por Tanner Cohen, Wendy Robie, Judy McLane, Jill Larson, Zelda Williams, Nathaniel David Becker y Ricky Goldman.

## Sinopsis
Timothy (Tanner Cohen) es un estudiante públicamente gay de una escuela solo para chicos. Aunque ya está en el instituto, aún es perseguido por los agresivos chicos del equipo de rugby, cuyo capitán Jonathon (Nathaniel David Becker) es la fantasía de amor de Timmy tanto físicamente como por su trato amable con él. Timothy vive con su madre, Donna (Judy McLane), que vive obsesionada con la orientación sexual de su hijo, con encontrar un trabajo y el abandono del hogar de su marido.
Timothy consigue el papel de Puck en una representación de la escuela de Sueño de una noche de verano. Tras una nueva agresión en una escuela, descubre mientras estudia el libreto, la poción de amor de una flor descrita en la obra. Timothy usa la flor para que Jonathon se enamore de él, pero también la usa con el pueblo homófobo en el que vive, provocando el caos.

## Reparto
- Tanner Cohen como Timothy.
- Wendy Robie como Srta. Tebbit
- Judy McLane como Donna.
- Zelda Williams como Frankie.
- Nathaniel David Becker como Jonathon Cordon.
- Jill Larson como Nora Bellinger.
- Ricky Goldman como Max.
- Christian Stolte como el entrenador Driskill.
- David Darlow como el Dr. Lawrence Bellinger.
- Parker Croft como Cooper.
- Brad Bukauskas como Cole.

## Números musicales
1. "Oh Timothy" - Jonathon
2. "Pity" - Frankie
3. "Audition" - Timothy
4. "Be As Thou Wast Wont" - Timothy y la Srta. Tebbit
5. "He's Gay" - Frankie
6. "Were the World Mine" - Timothy y Jonathon
7. "The Course of True Love" - Timothy, Frankie, Driskill, Nora, Max, y Donna
8. "All Things Shall Be Peace" - Srta. Tebbit y Timothy
9. "Pyramus and Thisby" - Frankie y Cooper
10. "Sleep Sound" - Timothy